# Tounj
Tounj [touň] je vesnice a sídlo stejnojmenné opčiny v Chorvatsku. Nachází se v Karlovacké župě, asi 13 km východně od Ogulinu a asi 35 km jihozápadně od Karlovace. V roce 2011 žilo v Tounji 346 obyvatel, v celé opčině pak 1 150 obyvatel.
V opčině se nachází celkem 7 obydlených vesnic, z nichž největší je středisko opčiny Tounj s 346 obyvateli, a nejmenší Tržić Tounjski s 18 obyvateli.
- Gerovo Tounjsko – 55 obyvatel
- Kamenica Skradnička – 266 obyvatel
- Potok Tounjski – 71 obyvatel
- Rebrovići – 184 obyvatel
- Tounj – 346 obyvatel
- Tržić Tounjski – 18 obyvatel
- Zdenac – 210 obyvatel

Tounjem prochází silnice D23, která zahrnuje Tounjský most, což je kamenný most přes krasovou řeku Tounjčica, která v Tounji pramení a je přítokem řeky Mrežnica. Na západ od Tounje se nachází důl a několik nepřístupných krasových jeskyní.